# Widukind von Corvey
Widukind von Corvey (* um 925 oder 933/35; † 3. Februar nach 973 in Corvey) war ein bedeutender sächsischer Geschichtsschreiber. Er ist der Verfasser der Res gestae Saxonicae, einer „Sachsengeschichte“, die eine der wichtigsten und meistdiskutierten Quellen zur Ottonenzeit ist.

## Leben
Eventuell ist Widukind aufgrund der Namensgleichheit ein Nachfahre des sächsischen Herzogs Widukind, des Gegenspielers Karls des Großen. Widukind trat vor 942, noch unter Abt Volkmar I., in das Benediktinerkloster Corvey ein. Nach der älteren Forschung wurde angenommen, dass er mit 15 Jahren ins Kloster eingetreten ist. Sein Geburtsjahr wurde deshalb um 925 angesetzt. Nach anderer Meinung ist Widukind „als Knabe von 6 bis 8 Jahren“ in die Corveyer Liste eingetragen worden. Daher wird sein Geburtsjahr auch auf etwa 933/35 datiert. Vor seiner Sachsengeschichte hatte Widukind andere Schriften verfasst, die jedoch verlorengegangen sind. Im Kloster schrieb er 967 bis 968 (dann bis 973 fortgesetzt) Die Sachsengeschichte des Widukind von Corvey in drei Büchern (lateinisch: Widukindi monachi Corbeiensis rerum gestarum Saxonicarum libri tres), gewidmet der Tochter Ottos I., Mathilde, der ersten Äbtissin des Stifts Quedlinburg. Otto I. dürfte Widukind etwa 28- bis 30-mal gesehen haben.

## Sachsengeschichte

### Inhalt
Die Sachsengeschichte besteht aus drei Büchern. Jedes Buch hat eine Vorrede. Die Vorreden sind zugleich Widmungsbriefe und an die Äbtissin Mathilde gerichtet. Das erste Buch der Sachsengeschichte berichtet über die Frühgeschichte des sächsischen Stammes bis zum Tod Heinrichs I. (936). Das zweite Buch schildert die Ereignisse von der Königserhebung Ottos I. bis zum Tod seiner ersten Gemahlin Edgitha (946). Das dritte Buch reichte ursprünglich nur bis in das Jahr 967, wurde dann aber von Widukind noch bis zum Tod Ottos I. (7. Mai 973) fortgeführt. Prägend für Widukinds Geschichtsdenken und sein Werk wurde der Einfluss des römischen Geschichtsschreibers Sallust.
In seinem Werk überliefert er die Stammsage der Sachsen und gibt zugleich das lebendigste Zeugnis für die Zeit Heinrichs I. und Ottos I., wobei letzterer den Schwerpunkt seines Werkes bildet. Widukind ist durchdrungen von der Größe und Bedeutung des Sachsenstammes in der Vergangenheit und seiner zum ostfränkischen Königtum aufgestiegenen Herrscher seiner Zeit. Hagen Keller hat in der Sachsengeschichte die biblischen Bezugspunkte herausgearbeitet. Nach Keller sind die vor dem Ungarnkampf gehaltenen Reden, die in der Sachsengeschichte den Königen Heinrich und Otto in den Mund gelegt sind, an den Makkabäerbüchern orientiert.
Widukind lässt zentrale Ereignisse wie die Kaiserkrönung Ottos I. in Rom 962, die Gründung der Bistümer Brandenburg und Havelberg sowie die Gründung des Erzbistums Magdeburg 968 unerwähnt. Trotzdem ist Widukinds Werk die zentrale Quelle für die frühottonische Zeit, und der Geschichtsschreiber nimmt für die Zeit geradezu die Stellung eines „Kronzeugen“ ein. Widukind wurde nicht nur für Fragen zu den Funktionsweisen des ottonischen Staates und der Gesellschaft herangezogen, sondern auch für Fragen und Themen zur Landesverteidigung, der Heeresorganisation sowie Gesten und Ritualen erforscht. Sein Werk ist wegen seiner stark prosächsischen Tendenz und einer Reihe zweifelhafter Aussagen aus spätem Rückblick in seinem Quellenwert höchst umstritten. Heftig diskutiert werden seine Aussagen zum Übergang der Herrschaft von Konrad I. auf Heinrich I. (918) und zur Königskrönung Ottos I. (936).

### Datierung
Die genaue Abfassungszeit des Werkes ist seit langem umstritten. Die Kaiserkrönung Ottos I. in Rom und die Gründung des Erzbistums Magdeburg lässt Widukind unerwähnt. Der daraus eigentlich zu ziehende Schluss, diese Fassung sei vor 962 entstanden, passt nicht mit der Erwähnung anderer Ereignisse zusammen und wurde von Edmund E. Stengel endgültig zurückgewiesen, indem er das Konzept eines „romfreien“ Kaisertums herausarbeitete. So ist auch der nie zum Kaiser gekrönte Heinrich I. für ihn Imperator (I 39) und Otto I. erhält diese Bezeichnung nach der siegreichen Schlacht auf dem Lechfeld gegen die Ungarn im Jahre 955 (III 49). Johannes Laudage unternahm einen neuen Versuch zur Datierung und Intention Widukinds. Nach seiner Ansicht habe Widukind die Sachsengeschichte für Erzbischof Wilhelm von Mainz verfasst, als dieser noch gegen die Gründung Magdeburgs war, also sei das Werk vor 965 entstanden. Als Wilhelm seine Meinung änderte, schrieb Widukind das Werk für die Kaisertochter Mathilde um.

### Überlieferung
Widukinds Werk ist in fünf Handschriften des 11. bis 16. Jahrhunderts überliefert und wurde bereits im 10. Jahrhundert und auch später von zahlreichen Geschichtsschreibern rezipiert.

### Forschungsgeschichte
Lange Zeit blieb das Bild vom gutgläubigen, fast naiven, jedenfalls aber unpolitischen Mönch vorherrschend, der kaum über seine Klostermauern hinausblickte. Ein Bild, das bis heute nicht gänzlich ausgeräumt wurde. Durch die große Bedeutung, die der Sachsengeschichte als Quelle zukommt, wird Widukind vielfach als geistig hervorragende Persönlichkeit gedeutet. 1950 vertrat Helmut Beumann seine Sicht von einer stringenten historiographischen Konzeption, eines differenzierteren politischen Weltbildes und von politischen Zielen Widukinds, die auch vor einer subtilen Kritik des Herrschers nicht zurückschreckten. Ausgehend von der Tatsache, dass Historiographie nie „unmittelbarer Niederschlag historischen Geschehens“, sondern „immer perspektivisch(e), wenn nicht tendenziös(e)“ Darstellung ist, fragte Beumann konsequent nach dem „geistigen Horizont des Verfassers“, verstand Geschichtsschreibung als „unmittelbaren Niederschlag der geistigen Auseinandersetzung des einzelnen Zeitgenossen mit dem historischen Geschehen“. Für die Widukind-Forschung leistete Beumann bis heute gültige Kenntnisse, da er die Quelle erstmals umfassend untersuchte und entscheidende Erkenntnisse über Darstellungsabsicht und Intentionen Widukinds gewinnen konnte. Beumanns Arbeit ist im Hinblick auf Widukinds Erzählweise, Werkstruktur und politische Gedankenwelt bis heute grundlegend.
Die moderne Forschung charakterisiert Widukind mit der doppelbödigen Bewertung „Spielmann in der Kutte“, da sich Fiktion und Realität in seiner Darstellung ununterscheidbar verwoben haben.
Widukinds Schilderung der Königserhebung Heinrichs I. löste durch die Frontalkritik von Johannes Fried aus dem Jahre 1993 eine Grundsatzkontroverse über die Leistungsfähigkeit einer Erinnerungskultur aus. Nach Frieds aus ethnologischen Arbeiten gewonnener These über schriftlose Kulturen passte sich die Darstellung des Geschichtsschreibers flexibel „den Umständen des jeweiligen Ortes und Augenblickes an, in denen [sie] erzählt wurde“. Die sich dabei einstellende Sicht der Vergangenheit war „mit der tatsächlichen Geschichte nie identisch“. Nach Frieds Schlussfolgerung habe man mit der Sachsengeschichte ein „fehlergesättigtes Konstrukt“ vor sich.
Demgegenüber versuchte Gerd Althoff Widukind als Quelle zu retten. Nach Althoff waren die Freiheit zur Veränderung und damit auch zur Verformung sehr begrenzt gewesen, sobald es um Sachverhalte ging, an denen die Mächtigen ein aktuelles Interesse hatten. Beliebige Abwandlungen waren daher nicht möglich. Die Erwartungshaltung der Mächtigen führte freilich auch zu Schönfärbereien und Idealisierungen. Zum anderen hätten die zahlreichen Anekdoten, Träume und Visionen, die häufig in der ottonischen Historiographie Erwähnung finden, einen argumentativen Kern, mit dem Kritik an den Mächtigen geübt wird. Nach Althoff hatte die Sachsengeschichte den Charakter eines Handbuches. Nach dem Tod des Erzbischofs Wilhelm von Mainz 968 war Mathilde die einzige Repräsentantin des Ottonenhauses nördlich der Alpen. Die Sachsengeschichte sollte die junge Kaisertochter Mathilde mit den zeitgeschichtlichen Informationen (sächsisches Selbstverständnis, Leistungen der ottonischen Könige, Wissen um die Auseinandersetzungen zwischen dem König und den Großen) versorgen. Nähme man den Charakter eines Fürstenspiegels für die Sachsengeschichte an, so würden sich für Althoff auch die Schwerpunkte des Werkes und die Auslassungen (Italienpolitik und der Missions- und Kirchenpolitik) für die Aufgabenbereiche Mathildes nach 968 erklären. Althoffs Fazit lautet daher: „Der Kronzeuge ist vertrauenswürdig.“ Althoff konnte außerdem aus neuen Forschungserkenntnissen, wie etwa denen zur Memorialüberlieferung und seinen „Spielregeln zur mittelalterlichen Konfliktführung“, die wichtigsten Aussagen Widukinds bestätigen.
Hagen Keller meldete grundsätzliche Bedenken an, die von der Ethnologie gewonnenen Forschungsergebnisse über mündliche Tradierungstechniken in fast schriftlosen Kulturen auf einen Autor wie Widukind, der literarisch gebildet war, übertragen zu können. Keller hat darauf aufmerksam gemacht, dass es 967/68 noch Zeitzeugen gab, welche die Geschehnisse aus der Zeit Heinrichs I. miterlebt hatten. An ihrer Erinnerung konnte nicht vorbei erzählt werden.
Bis heute bleibt es umstritten, ob „in der Sachsengeschichte Vergangenheit phantasievoll mit Inhalten gefüllt worden ist“ oder eine „wohldurchdachte Gesamtkonzeption“ vorliegt.

## Textausgaben
Kritische Edition
- Paul Hirsch, Hans-Eberhard Lohmann (Hrsg.): Widukindi monachi Corbeiensis rerum gestarum Saxonicarum libri tres (= MGH Scriptores rerum Germanicarum in usum scholarum separatim editi. Band 60). Hahn, Hannover 1935 (Digitalisat).

Übersetzungen
- Albert Bauer, Reinhold Rau (Hrsg.): Die Sachsengeschichte des Widukind von Korvei. (lat./dt.). In: Quellen zur Geschichte der sächsischen Kaiserzeit. Adalberts Fortsetzung der Chronik Reginos, Liudprands Werke (= Ausgewählte Quellen zur Deutschen Geschichte des Mittelalters. Freiherr-vom-Stein-Gedächtnisausgabe. Band 8). 5., gegenüber der 4. um einen Nachtrag erweiterte Auflage. Wissenschaftliche Buchgesellschaft, Darmstadt 2002, ISBN 3-534-01416-2, S. 1–183.
- Ekkehart Rotter, Bernd Schneidmüller (Übers. und Hrsg.): Widukind von Corvey. Res gestae Saxonicae / Die Sachsengeschichte. Lateinisch-Deutsch. Bibliographisch ergänzte Auflage. Reclam, Stuttgart 2011, ISBN 978-3-15-007699-6.